# Палашівка

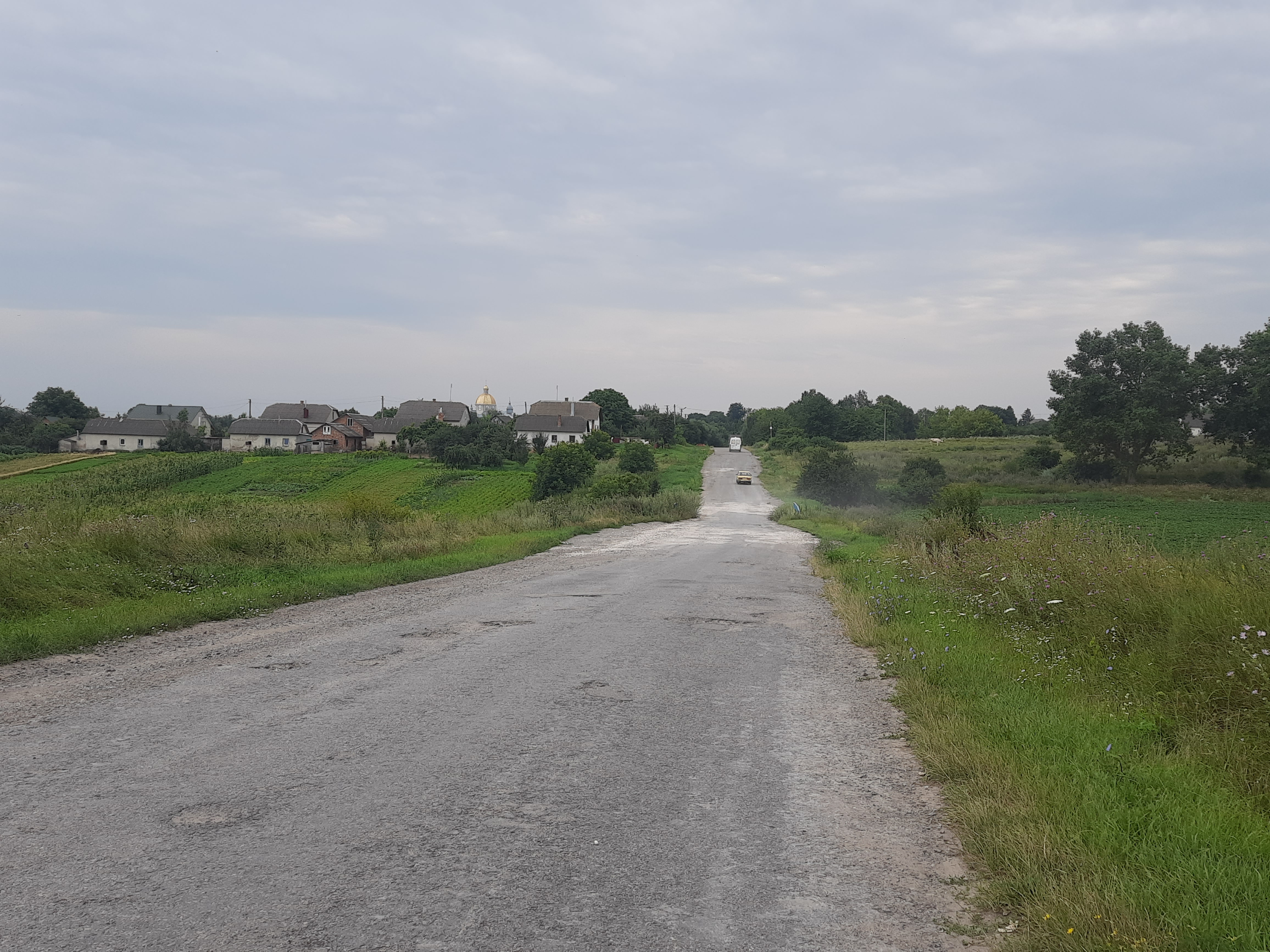
В'їзд у село

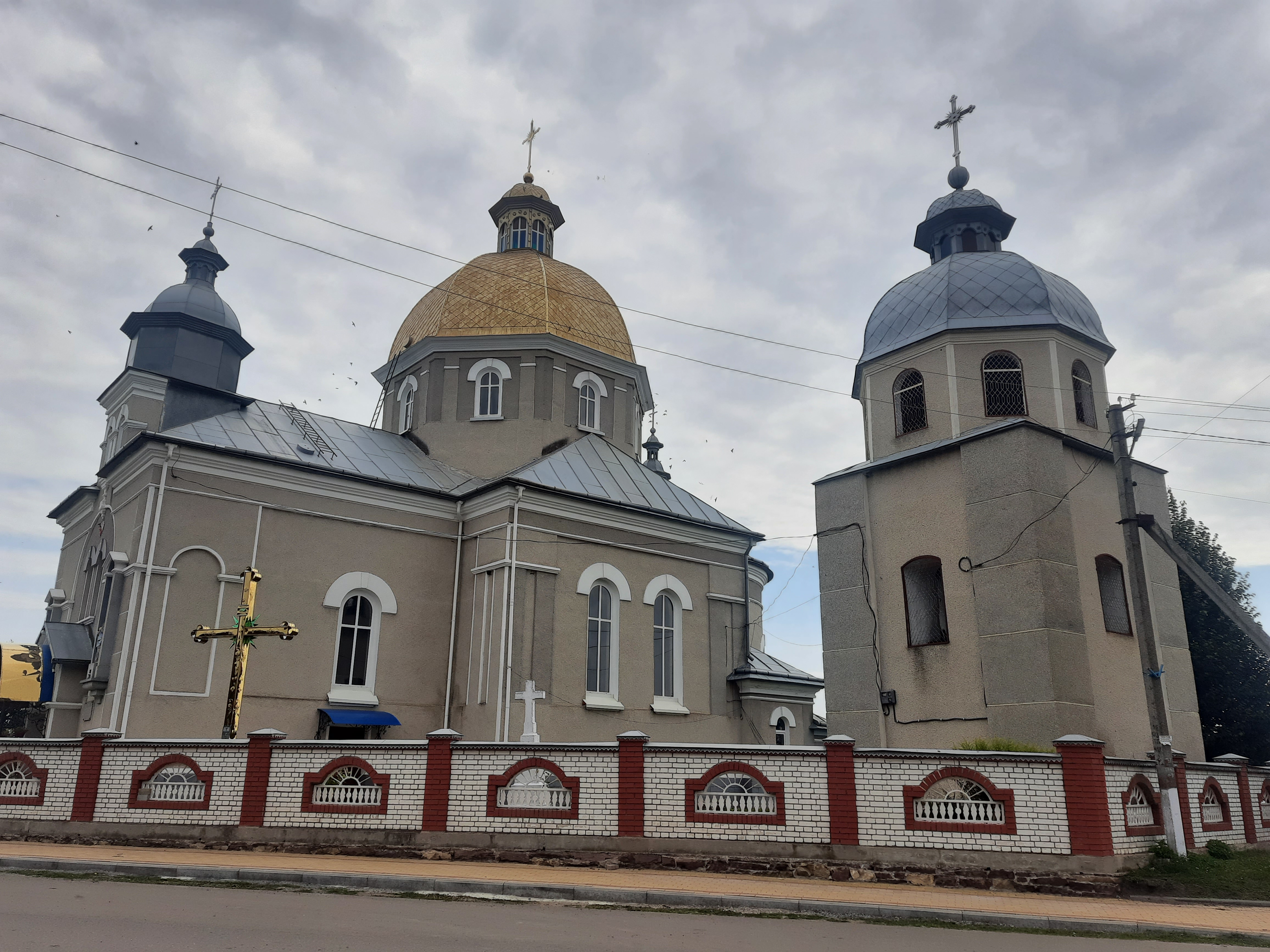
Церква Успіння Пресвятої Богородиці (1901) ПЦУ

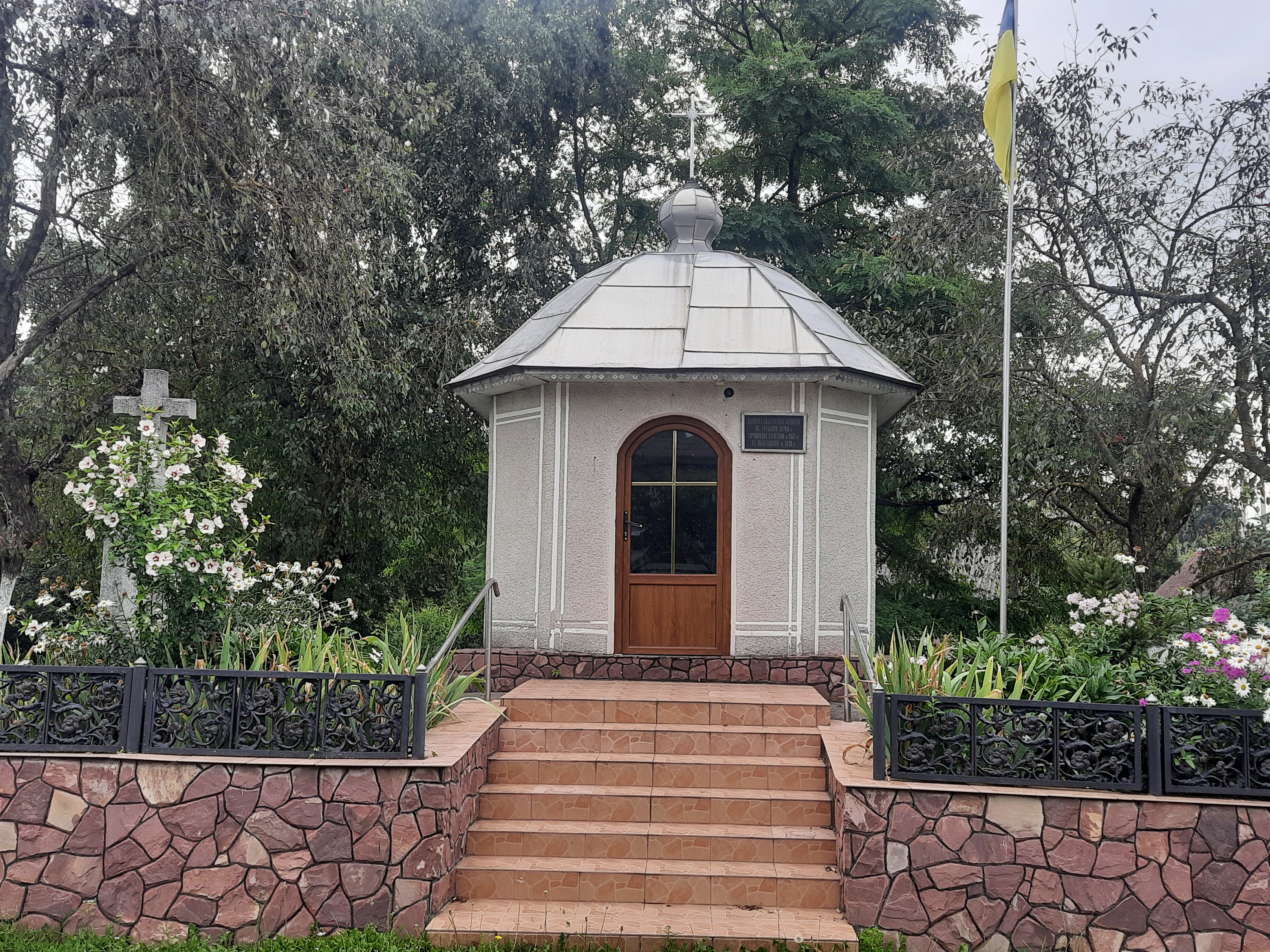
Капличка

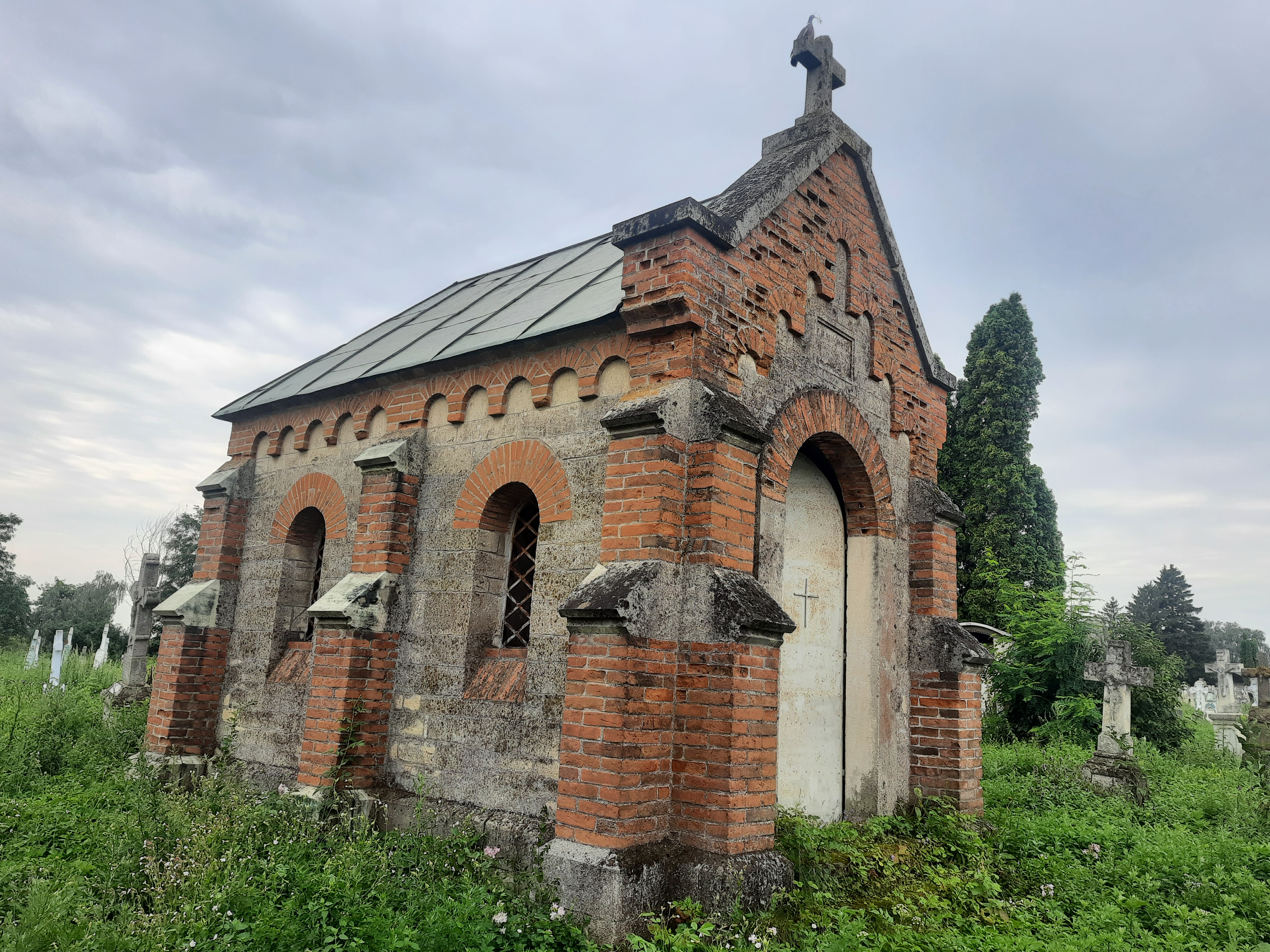
Стара каплиця на цвинтарі

Палаші́вка (до 1959 р. — Паушівка) — село в Україні, Тернопільська область, Чортківський район, Білобожницька сільська громада. Адміністративний центр колишньої Палашівської сільської ради, якій було підпорядковане село Криволука.

## Назва
За одним із переказів, назва села походить від палашів (мечів), що колись воювали проти татар. За іншим — тут у давнину поселилися половецькі воїни, поранені в боях із дружиною теребовлянського князя біля с. Джурин. Половці на палаші (мечі) присягнули про мир.

## Розташування
Розташоване на берегах р. Джурин (ліва притока Дністра), за 24 км від районного центру та 8 км від найближчої залізничної зупинки Джурин.
Територія — 4,5 кв. км. Дворів — 342. 

## Історія

### Давні часи
Поблизу Палашівки виявлено археологічні пам'ятки давньоруської культури. Археологічні розкопки проводив відомий польський археолог Карел Гадачек.

### Середньовіччя, Новий час
Перша писемна згадка — 1583.
1785 р. в селі проживали 702 особи; 1880 р. — 1656; велика земельна власність належала Миколі Волянському.
Деякі жителі села еміґрували на заробітки за океан.

### XX століття
За статистикою, у селі в 1900 р. — 1978 жителів, 1910—2134, 1921—1717, 1931—1835; у 1921 р. — 392, 1931—791 двір. За Австро-Угорщини діяла 2-класна школа з українською мовою навчання, за Польщі — 3-класна утраквістична (двомовна).
На польсько-українській війні в УГА воювали А. Господин, М. Жиромський, Я. Капітанчук, Й. Крицький, Р. Мацішкевич, П. Мирлович, В. Прохурський.
У Палашівці діяли осередки УВО, згодом ОУН.
В УПА воювали Іван, Михайлина, Михайло та Якуб Гошуляки, Йосип і Михайло Госовичі, Григорій Господин, Антін Жиромський, Йосип Іваськів, Петро Кавчук, Корнелій та Омелян Карабіни, Микола Котик, Омелян Кривий, Антон і Михайло Пероги, Іван Петращук, Йосип Присунько, Микола Слободян, Микола Червоняк та ін. У жовтні 1944 року в селі відбувся бій між підрозділами УПА і НКДБ.
Після приходу радянської влади у червні 1941 року був розстріляний в'язень Чортківської тюрми, студент педучилища, Степан Максимів, житель с. Паушівка.
Під час німецько-радянської війни загинув або пропав безвісти у Червоній армії 51 житель села:
- Олексій Альтман (нар. 1912),
- Мар'ян Андріяш (нар. 1912),
- Степан Боднар (нар. 1919),
- Тимофій Бур (нар. 1909),
- Юрій Бур (нар. 1900),
- Михайло Госович (нар. 1900),
- Федір (нар. 1913),
- Яків Михайлович Гошуляк (нар. 1902),
- Яків Пилипович Гошуляк (нар. 1927),
- Ілля Грицай (нар. 1903),
- Євген Грудзін (нар. 1921),
- Йосип Дяків (нар. 1908),
- Михайло Іванчик (нар. 1907),
- Степан Іванчик,
- Микола Іваськів (нар. 1911).

З 26 листопада 2020 року Палашівка належить до Білобожницької сільської громади.
12 червня 2020 року, відповідно до розпорядження Кабінету Міністрів України № 724-р «Про визначення адміністративних центрів та затвердження територій територіальних громад Тернопільської області» увійшло до складу Білобожницької сільської громади.
19 липня 2020 року, в результаті адміністративно-територіальної реформи та ліквідації Чортківського району (1940—2020), увійшло до складу новоутвореного Чортківського району.
У 2022 році жителі села згуртувались у волонтерську групу по забезпеченню ЗСУ тушонками

## Релігія
- церква Успіння Пресвятої Богородиці (1901; кам'яна; ПЦУ[7]),
- богослужбова каплиця Успіння Пресвятої Діви Марії (1996, УГКЦ).

У селі є дві каплички.

## Пам'ятники

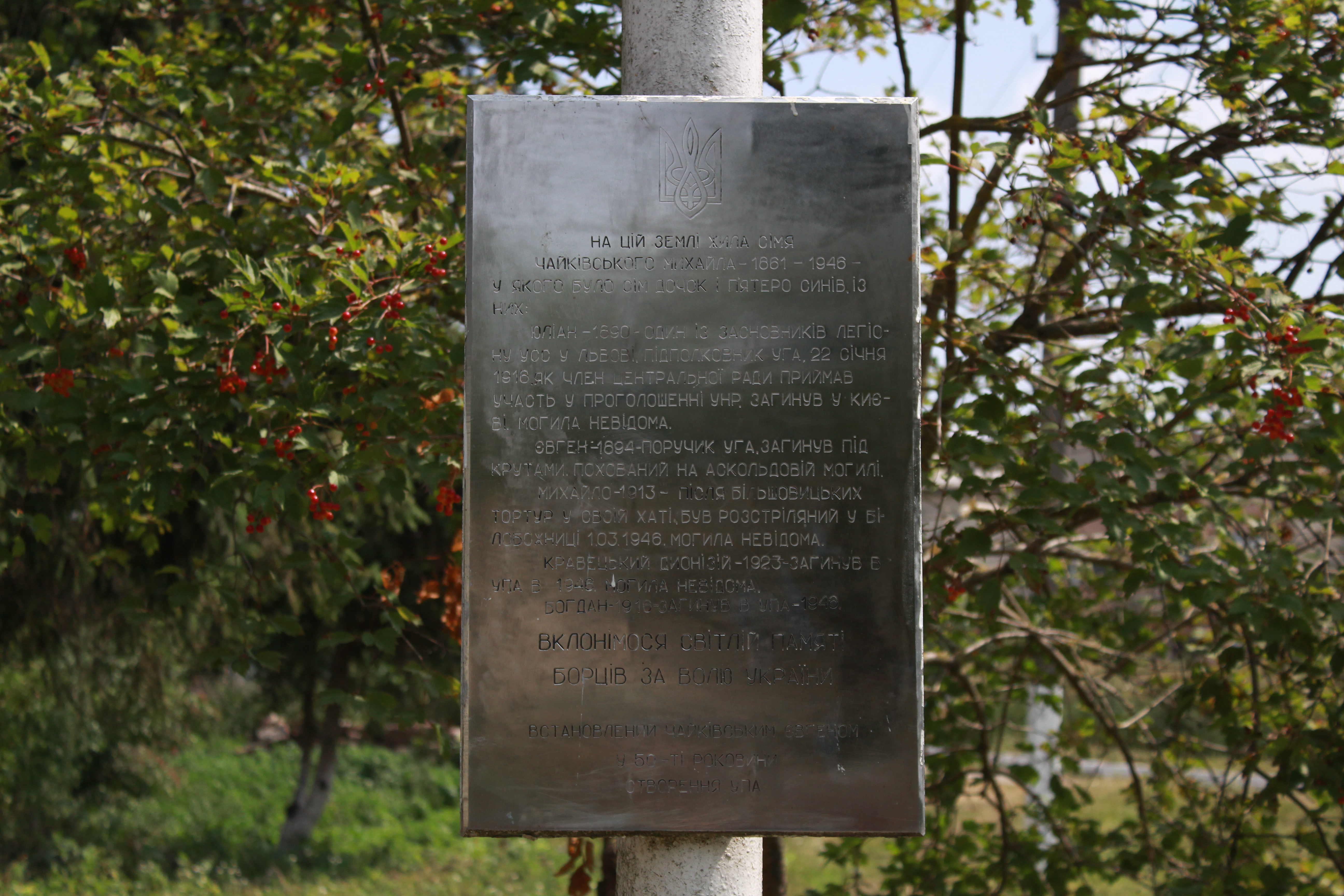
Табличка на пам'ятнику Борцям за волю України

Споруджено пам’ятники І. Франку (1963 р.), воїнам-односельцям, полеглим у німецько-радянській війні (1985 р.). На місцевому цвинтарі споруджено пам’ятник (1992 р.) полеглим повстанцям.

## Населення
| 1978 | 2134 | 1717 | 1835 | 609 | 615 |

## Соціальна сфера
У Палашівці були глиниська і каменоломні; фільварок дідича Богуцького; палац, який знищила російська армія в 1916 р.; ґуральня, цегельня, млин, корчма.
Функціонували читальня «Просвіти» (від 1903), філії «Сокола» (1926 р.), «Сільського господаря» (1928), «Союзу Українок» (1934) та інших товариств; кооператива.
Поляки-колоністи мали свої організації: Дом людови, «Кулко рольніче», «Стшелєц» та інші.
1924 р. споруджено будинок для читальні, дитячого садка, споживчої та кредитової кооперативи та інших організацій. При читальні діяли бібліотека, театральний, хоровий і самоосвітній гуртки.
Під час пацифікації (1930 р.) польські карателі знищили бібліотеку читальні й товар у кооперативі.
Функціонував примусово створений колгосп, який спеціалізувався на птахівництві; діяв цегельний завод.
Нині працюють школа, садок, клуб, бібліотека, ФАП, ААГ «Зоря», фермерські господарства «Лілія-10», «Микитинів», ПАП «Палашівка», відділення зв'язку.

## Відомі люди

### Народилися
- Галина (нар. 1967) і Ганна (1912—2008) Барани — українські майстрині художньої вишивки;
- Андрій Ґосподин (1900 — р. см. невід.) — український громадський і кооперативний діяч, публіцист, учитель;
- Дмитро Ґошуляк (1889—1959) — український громадський діяч у Канаді;
- Йосип Ґошуляк (1922-2015) — український оперний і камерний співак (басбаритон), бібліотекар, діяч культури у Канаді;
- Мирон Ґошуляк (1929—1996) — український співак у Канаді;
- Михайлина Гошуляк (нар. 1934) — ланкова, Герой соціалістичної праці;
- Іван Гушалевич (1823—1903) — український поет, драматург, журналіст, редактор, теолог, педагог;
- Іван Карпинець (?—?) — український громадський діяч, посол Галицького сейму;
- Володимир Кубінський (нар. 1966) — український автор, релігійний і громадський діяч, священник, член Спілки письменників України, директор Навчально-виховного центру для дітей та молоді міста Карловац, людина року Карловацької обласної ради
- Маріян Кунікевич (1881—1957) — український просвітянський організатор, меценат у Канаді;
- Микитин Олеся Федорівна  —  українська громадська діячка;[9]
- Павлюк Андрій Васильович (1994—2022) — старший лейтенант Збройних сил України, учасник російсько-української війни[10].
- М. Палащук-Вітковська — український вишивальниця, співачка, меценат;
- Йосип Шостак (нар. 1926) — учасник національно-визвольних змагань, громадський діяч, краєзнавець.

## У літературі
Йосип Ґошуляк видав книгу-спогади про односельців «Й свого не цурайтесь» (Львів: Каменяр, 1995), Йосип Шостак — «Голгофа подільського села: село Палашівка Чортківського району Тернопільської області (1735—2000)» (Тернопіль, 2000 р.).